# Melvin Pender
Melvin "Mel" Pender, Jr. (Atlanta, 31 de outubro de 1937) é um ex-atleta, militar e campeão olímpico norte-americano.
Oficial condecorado na Guerra do Vietnã, serviu ao Exército dos Estados Unidos por 21 anos até dar baixa em 1976. No início da carreira militar, ele começou a praticar corridas de velocidade no exército e chamou a atenção por sua explosão e velocidade em jogos de futebol americano. Sua primeira corrida internacional foi contra velocistas japoneses em Okinawa, quando estava baseado na ilha como militar. Seu progresso como velocista com tempos cada vez mais rápidos fez com que fosse selecionado para disputar os Jogos Olímpicos de Tóquio 1964, mas prejudicado por uma lesão ele ficou apenas em sexto lugar nos 100 m rasos.
Na Cidade do México 1968, novamente disputou a final dos 100 m e mais uma vez ficou apenas em sexto lugar. A medalha de ouro veio no revezamento 4x100 m, com Jim Hines, Charles Greene e Ronnie Ray Smith, que venceu a prova estabelecendo novo recorde mundial – 38s24.
Ao fim de sua carreira, ele foi condecorado com uma Estrela de Bronze no Vietnã e passou a trabalhar como técnico de atletismo na Academia Militar de West Point, o primeiro técnico negro da academia.